# スタントン (カリフォルニア州)
スタントン（Stanton）は、アメリカ合衆国カリフォルニア州のオレンジ郡にある都市。人口は3万7962人（2020年）。ロサンゼルス郊外に位置している。

## 歴史
1911年にパシフィック電鉄の路面電車が開通し、住宅地として開発された。同年、スタントンは市として法人化した。しかし財政難のため1924年に市政府を解散し、行政は郡庁に戻された。
第二次世界大戦後の自家用車の急速な普及により1950年にパシフィック電鉄の路線は廃線となった。1956年、スタントンは再び法人化をはたした。これは周辺都市から合併の提案があったため住民投票を実施したところ、独立が賛成多数となったことによる。

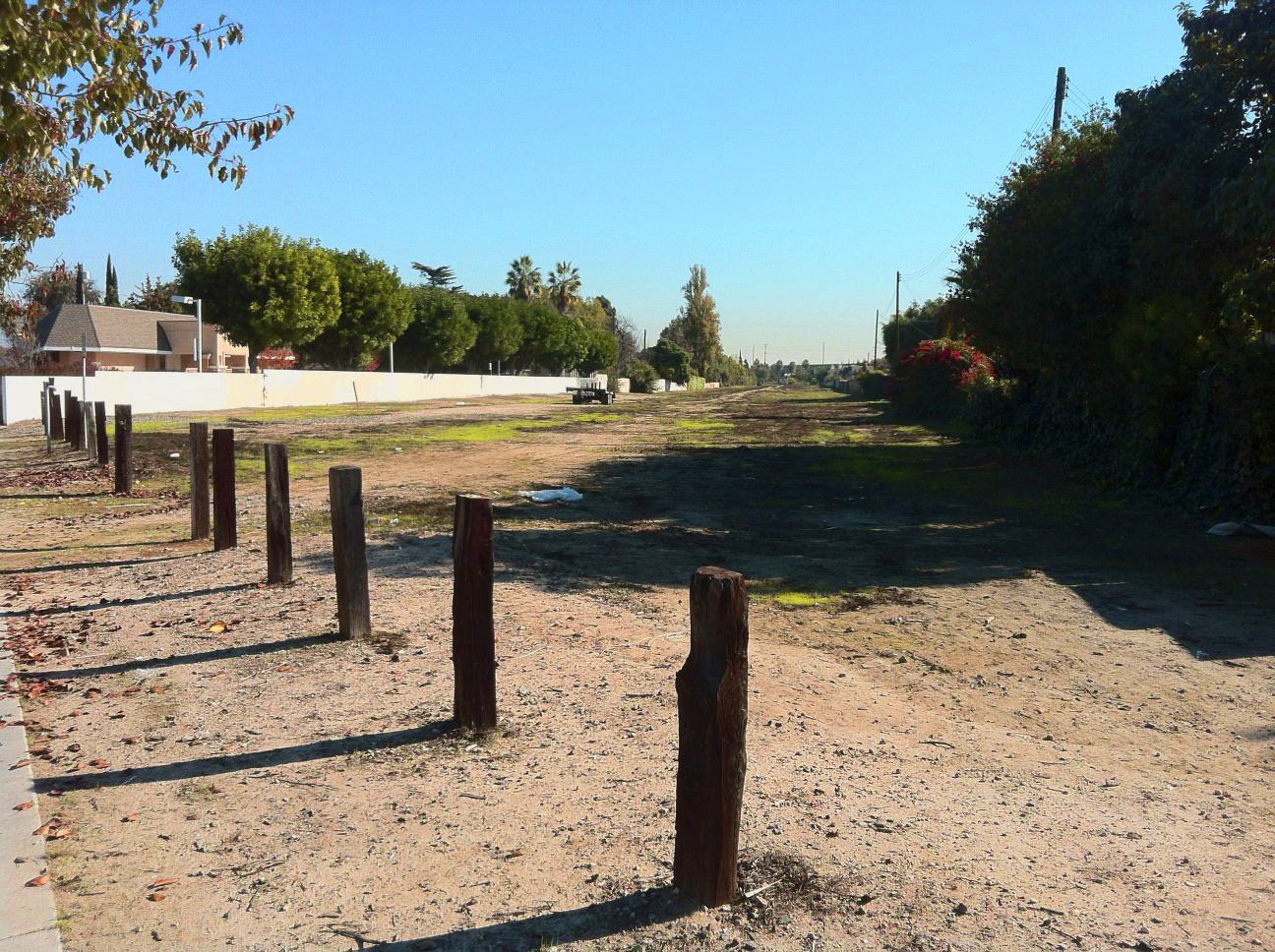
パシフィック電鉄の廃線跡